# Lago Mille Lacs
El lago Mille Lacs (en inglés: Mille Lacs Lake o Lake Mille Lacs o Mille Lacs, lit. 'lago [de los] Mil Lagos'), es un lago de agua dulce de Estados Unidos localizado en el norte del estado de Minnesota. Se encuentra en los condados de Aitkin, Mille Lacs y Crow Wing, a unos 100 km al norte del área metropolitana de Minneapolis-St. Paul. Con 536 km², es el 21.º del país y el 2.º mayor lago exclusivamente en Minnesota, después del lago Red. La profundidad máxima es de 12 m, dándose profundidades de 6 a 11,5 m en gran parte del lago principal. El río Rum, un afluente del río Misisipí, es el principal emisario del lago, y desemboca al sur de Anoka.
En la mitad norte están la mayor parte de las llanuras de lodo del lago y hay barras de grava y rocas en la mitad sur. Dos pequeñas islas localizadas en el centro forman el Mille Lacs National Wildlife Refuge, el refugio más pequeño de los Estados Unidos (2300 m²). El parque estatal Padre Hennepin (Father Hennepin State Park), el parque estatal Mille Lacs Kathio (Mille Lacs Kathio State Park) y partes de la reserva india Mille Lacs (Mille Lacs Indian Reservation) protegen parte de las riberas del lago.  
El lago está relativamente bastante humanizado, bordeado en todo su perímetro por carreteras (n.º 169, 18, 47, 18 y 27) y con varias pequeñas localidades en sus riberas: Garrison (210 hab. en 2010), Isle (751 hab.), Malmo Township (337 hab.), Onamia (878 hab.), Vineland (1001 hab.), Wahkon (206 hab.) y Wealthwood Township (268 hab.).
En la lengua ojibwe el lago se llama Misi-zaaga'igan («gran lago»). El nombre de «Mille Lacs», originalmente en francés, significa 'mil lagos' y en inglés se pronuncia la s en «Lacs».

## Historia
Los arqueólogos indican que el lago es uno de los sitios conocidos más antiguos con asentamiento humanos en el estado de Minnesota. 
En la época de la Nueva Francia, el lago fue llamado «lac de Buade» en honor de Louis de Buade de Frontenac (1622-1698), entonces gobernador de la Nueva Francia, o Minsisaugaigun. El explorador Daniel Greysolon, sieur du Lhut paseaba a orillas de este lago. El padre Louis Hennepin fundó una misión en esta región del país de los illinois. Esta región, y el propio lago, fue un importante lugar de intercambio para el comercio de pieles entre los tramperos y coureurs des bois francocanadienses y varias tribus nativas amerindias, que llamaban al lago Misi-zaaga'igan («gran lago»).
En un mapa de 1733 de Henry Popple, por ejemplo, el lago Mille Lacs se muestra como «Lake Miſsiſsucaigan or Baude»; en fecha tan tardía como 1843 fue denominado «Mini Sagaigonin» o «Mille Lacs» en los mapas del gobierno.
En la lengua dakota, el lago es conocido como mde waḳaŋ (lago Espiritual/Místico), que fue la base para el nombre de la división Mdewakanton de los Santee Sioux. Es el lago más grande del Área de los lagos Brainerd (Brainerd Lakes Area). El lago así fue nombrado «Mille Lacs Lake», cuando el área de los lagos Brainerd fue llamada Región de los Mil Lagos (del francés: pays des mille lacs).
En 2013, un muro de viento de hielo llamado un ivu o empujón hielo dañó algunas casas en la orilla del lago.

## Pesca

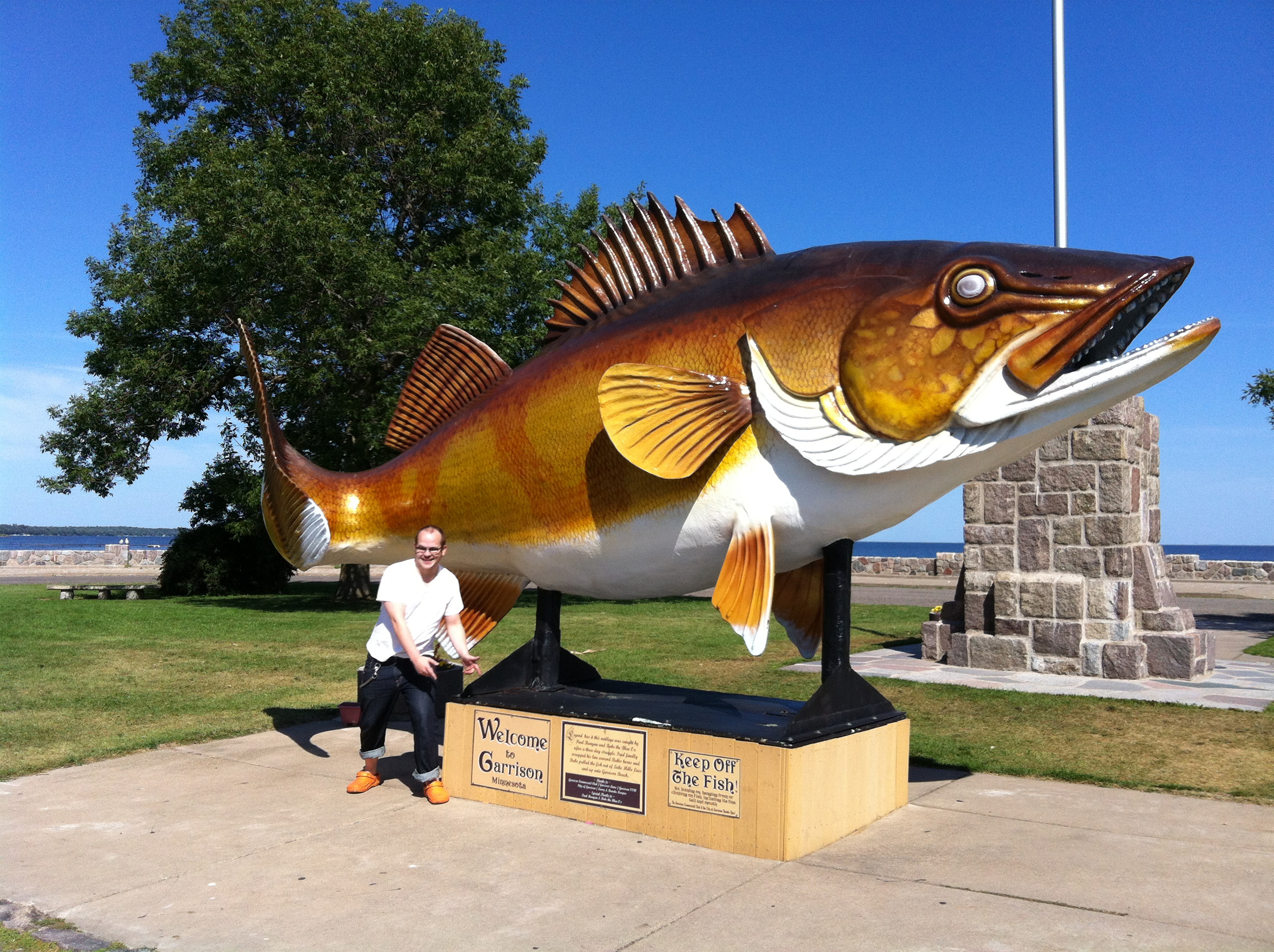
La pesca en el lago Mille Lacs es promovida por una estatua gigante de lucioperca. Se encuentra fuera de la U.S. Route 169 en Garrison.

La pesca en lo alto de los arrecifes superficiales aparece en todos los lados del lago. En aguas profundas la pesca con anzuelo se lleva a cabo en la grava y rocas del sur, así como en docenas de bancos de lodo en la mitad norte del lago. La pesca de línea de costa en variados tipos de fondo se produce en todo el lago. La línea de corte se encuentra de nueve a doce pies. Muchos de los accidentes del lago han sido nombrados en memoria de pescadores locales. La isla Spirit [Espíritu], la pequeña isla rocosa en la parte suroeste del lago, a menudo también es conocida como la isla Bird Crap [basura de aves] o Stinky Stony.
El lago tiene muchas especies de peces, como walleye, lucio europeo, muskallonga americano, perca jumbo, perca canadiense, lubina negra o perca americana, black crappie, lota y tullibee. Es uno de los destinos de pesca más populares de Minnesota. Las casetas para la pesca en el hielo se cuentan por miles durante el invierno. Es un prime zonas de desove para la lucioperca. Miles de millones de huevos y alevines de walleye se producen todos los años. En ausencia de una termoclina, el pescado puede viajar por toda el área del lago.